# Степанівка (Іллінівська сільська громада)
Степа́нівка — село Іллінівської сільської громади Краматорського району Донецької області, України.

## Загальні відомості
Відстань до центру громади становить близько 13 км і проходить автошляхом місцевого значення. Поруч проходить автошлях Н32.
У селі бере початок річка Лозова.

## Історія
На мапі 1888 року на місці сучасної Степанівки нанесено безіменний хутір в балці Лозовій.
Нинішня територія села складається частково з земель хутору Лозова частково - поселення братів Вінгерт (нім. - Wingert).
Брати Вінгерт Михаель Григорович та Вінгерт Мартин Григорович на отриманих землях заснували селище Вінгерт. Навколо своїх маєтків також був висаджений сад, а садиба обсаджена акаціями, деякі з яких збереглися до сьогодні.
У районі нинішньої Цегельної балки Ніколя Дік в межах хутора Лозова збудував невеликий цегельний заводик, який дав балці назву. Вогнетривка глина видобувалась для декількох печей з виробництва цегли. Завод вперше згадується 1900 року і має 22 працівника.
Починаючи з 1907 року у списку заводських жеребців державних кінних заводів з’являється кінний завод Ніколя Діка. У першому записі зазначено лише одного коня на прізвисько Боско. Пізніше до нього додаються Дзіґер та Жоель (1908). З 1909 по 1911 значить тільки кінь на прізвисько Ай-Да.
У садибі братів Вінгерт на сільгоспроботи наймалися робітники, які мешкали в збудованих для них бараках. Обіди для працівників годувала німкеня Марія Мартинівна Рурман. Українську мову вона знала погано, говорила німецькою. Другий її чоловік – українець Юрченко. Це прізвище під час радянських репресій врятувало від депортації її дітей - трьох доньок та сина Петра.
Старша донька Марії Мартинівни Катерина вийшла заміж за німця і мала прізвище німецьке. За це під час репресій їх вдвох вислали до Сибіру.
З початком Першої світової війни сталася заборона розмовляти німецькою в усіх публічних місцях, 1915 року німецьких громадян позбавили земельних володінь та права землекористування, а 1916 року цар затвердив положення про заборону викладання німецькою мовою.

### Радянська доба
Після революційних подій 1917 року, німці покинули ці землі. Їхні маєтки були розібрані колишнім батраками, які будували з цих матеріалів собі нове житло.
Після від'їзду Вінгертів у 20-ті роки сюди переселилися нащадки Гродівських козаків (зі слів місцевого жителя Василя Манойла).
На новотутореному хуторі заснували 24 двори – п'ятьох братів Манойло – Павла, Нестора, Дениса, Гордея, Семена, трьох братів Міхур, трьох братів Кандибко, а також двори Лисак, Клименко, Мазниць тощо. Це були переселенці з Гродівки – нащадки козаків ліквідованого раніше Харківського полку. Козаки після ліквідації полку подалися до степу, а їхні нащадки заселяли хутір.
Для забезпечення хутору водою були споруджені колодязі. Також збудована початкова школа на дві кімнати.
Землемір на прізвище Степанов та ще два Степана з комісії, що наділяла землю, назвали хутір Ново-Степанівкою. Пізніше назва трансформувалася у Степанівку.
У грудні 1919 року остаточно встановлено радянську окупацію. Все майно братів Вінгерт та Діків було націоналізовано радянською окупаційною владою.
1920 року ні місці поселення братів Вінгерт та кінного заводу Ніколя Діка виникає племконезавод № 150, де було до 400 коней різних порід.
5 лютого 1925 року подана відомість про будівлі на землях Віргертів: будинок на 10 кімнат, кухня, два житлових приміщення, два льохи, стайня з каретником та сарай.
Також було описано 29 коней з прізвиськами, цінами та віком; 40 корів та биків; воли; свині; вівці.
Націоналізовано також багато сільськогосподарської техніки, серед якої: локомобілі, молотилки, елеватори, снопов’язки, плуги тощо.
Згідно перепису 1926 року, хутір Ново-Степанівка підпорядковувався Сантуринівській сільській раді.
1929 року виник радгосп № 10 «Жовтневий», який спеціалізується на виробництві м'ясо – молочної продукції і продовжує розводити коней.
Під час Другої світової війни жителям єврейського походження надали нові імена, що зберегло їхні життя.
2 червня 1945 року сільраду імені Артема перейменовують у Степанівську з центром в селі Степанівка.
10 серпня 1954 року Миколайпільську та Степанівську сільські ради об'єднують в одну та іменують Артемівською з центром в селищі Артема.
1965 року радгосп № 9 ім. Артема та радгосп № 10 «Жовтневий» об'єднали свої господарства в один радгосп «Костянтинівський».
У лютому 1963 року починає роботу новозбудована школа в селі Артема, що має назву Степанівська. Оскільки в Степанівці залишилася початкова школа, а старшокласники села продовжувати навчання у селі Артема.

## Кінний завод
1920 року кінний завод Ніколя Діка було націоналізовано радянської владою і реорганізовано в державний.
Облікова відомість живого інвентарю від 5 лютого 1925 року навіть зазначає прізвиська деяких коней з їхніми цінами, віком та мастями. Серед племінної худоби: Мішка, Гусак та Канарка. Серед неплемінної: Африка, Кубанка, Циганка, Тамарка, Сорока, Турчанка, Маргарита, Любочка, Черешня, Баба, Зорька, Марія, Сол(ф), Орлик, Бахмут, Трест, Олександр Іванович, Сокіл, Малий, Чумак, Амаму Карл тощо.
Іподром знаходився між Цегельною балкою, "Черемушками" та лісопосадкою, що відокремлює землі Степанівки від земель колишнього радгоспу «Берестовий».
Директором конезаводу був Сагіров Петро Юрійович, а після війни аж до його ліквідації - Огулло Олександр Матвійович.
1950 року на змаганнях у місті Харкові кінь на прізвисько Секрет зайняв перше місце у стрибках, у цей же час у Москві переміг наш кінь Мінога.
1951 року двох коней Степанівського конезаводу продали на кінний двір Москви і одна з них на прізвисько Строптива посіла перше місце в міжнародних змаганнях у місті Лейпциг.
Купували на конезаводі коней та на кінні двори Києва, Харкова, де вони теж показували майстерність добре навчених тварин. За це конезавод неодноразово нагороджувався почесними грамотами та медалями.
Працівники конезаводу до 1954 року їздили виступати на різні змагання – скачки.
Конезавод та іподром було ліквідовано 1954 року.

## Освіта
У селі працює Степанівський навчально-виховний комплекс та Степанівська загальноосвітня школа І-ІІІ ступенів відділу освіти Костянтинівської райдержадміністрації.

## Населення
За даними перепису 2001 року населення села становило 624 особи, з них 56,57 % зазначили рідною мову українську, 43,11 % — російську, 0,16 % — білоруську та болгарську мову.